# Flaga Serbołużyczan
Flaga Serbołużyczan – flaga narodowa Serbołużyczan. Składa się z trzech jednakowych poziomych pasów w barwach pansłowiańskich: niebieskiej, czerwonej i białej (licząc od góry). Stosunek wysokości do szerokości to 3 do 5.
Flagę w obecnych barwach przyjęto po kongresie wszechsłowiańskim, który w 1848 roku odbywał się w Pradze.
Aktualny wygląd flagi jest regulowany prawnie w Saksonii.